# Koninklijke Nederlandse Voetbalbond
Koninklijke Nederlandse Voetbalbond (KNVB) er Hollands nationale fodboldforbund og dermed det øverste ledelsesorgan for fodbold i landet. Det administrerer de hollandske ligaer, KNVB Cuppen og Hollands fodboldlandshold og har hovedsæde i Zeist.
Forbundet blev grundlagt i 1889 og var både medstifter af FIFA og UEFA.

## Ekstern henvisning
- KNVB.nl

| Fodbold | Spire Denne artikel om en fodboldorganisation er en spire som bør udbygges. Du er velkommen til at hjælpe Wikipedia ved at udvide den. |